# Communauté de communes Artuby Verdon
La communauté de communes Artuby Verdon est une ancienne communauté de communes française, située dans le département du Var et la région Provence-Alpes-Côte d'Azur.

## Historique
Elle est dissoute au 31 décembre 2016 en application du schéma départemental de coopération intercommunale arrêté le 29 mars 2016. Le Bourguet, Brenon, Châteauvieux, La Martre et Trigance intègrent la communauté de communes Lacs et Gorges du Verdon, et Bargème, La Bastide, Comps-sur-Artuby et La Roque-Esclapon rejoignent la communauté d'agglomération dracénoise.

## Composition
La communauté de communes Artuby Verdon regroupait neuf communes :
| Nom                      | Code Insee | Gentilé                               | Superficie (km2) | Population (dernière pop. légale) | Densité (hab./km2) |
| ------------------------ | ---------- | ------------------------------------- | ---------------- | --------------------------------- | ------------------ |
| Comps-sur-Artuby (siège) | 83044      | Compsois                              | 63,49            | 376 (2014)                        | 5,9                |
| Bargème                  | 83010      | Bargémois                             | 27,95            | 185 (2014)                        | 6,6                |
| La Bastide               | 83013      | Bastidans                             | 11,76            | 195 (2014)                        | 17                 |
| Le Bourguet              | 83020      | Bourguetians                          | 25,39            | 29 (2014)                         | 1,1                |
| Brenon                   | 83022      | Brenonais                             | 5,59             | 29 (2014)                         | 5,2                |
| Châteauvieux             | 83040      | Châteauvieillains ou Castelvieillencs | 14,97            | 84 (2014)                         | 5,6                |
| La Martre                | 83074      | Martrois                              | 20,37            | 205 (2014)                        | 10                 |
| La Roque-Esclapon        | 83109      | Roquois                               | 26,98            | 286 (2014)                        | 11                 |
| Trigance                 | 83142      | Trigançois                            | 60,60            | 175 (2014)                        | 2,9                |